# Jakob Knauber

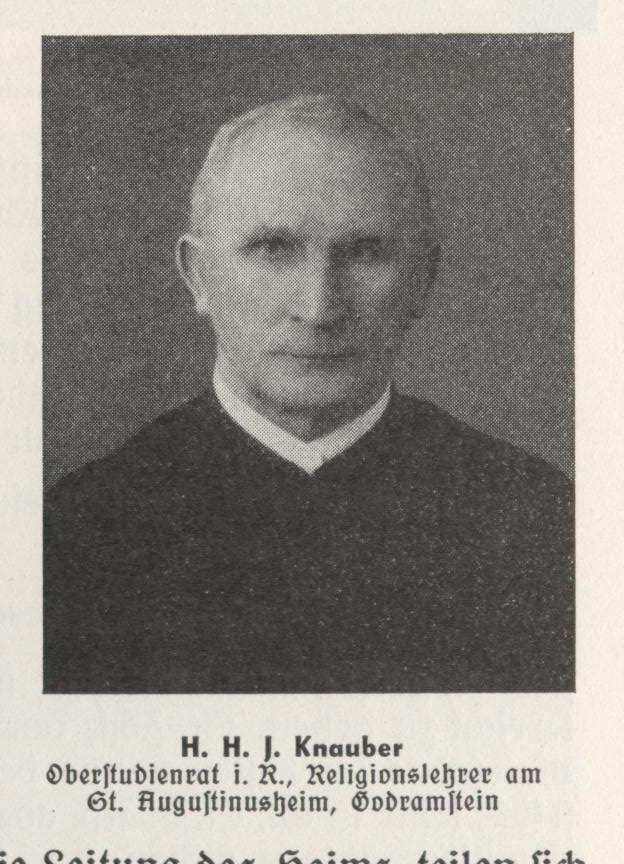
Jakob Knauber, etwa 1930

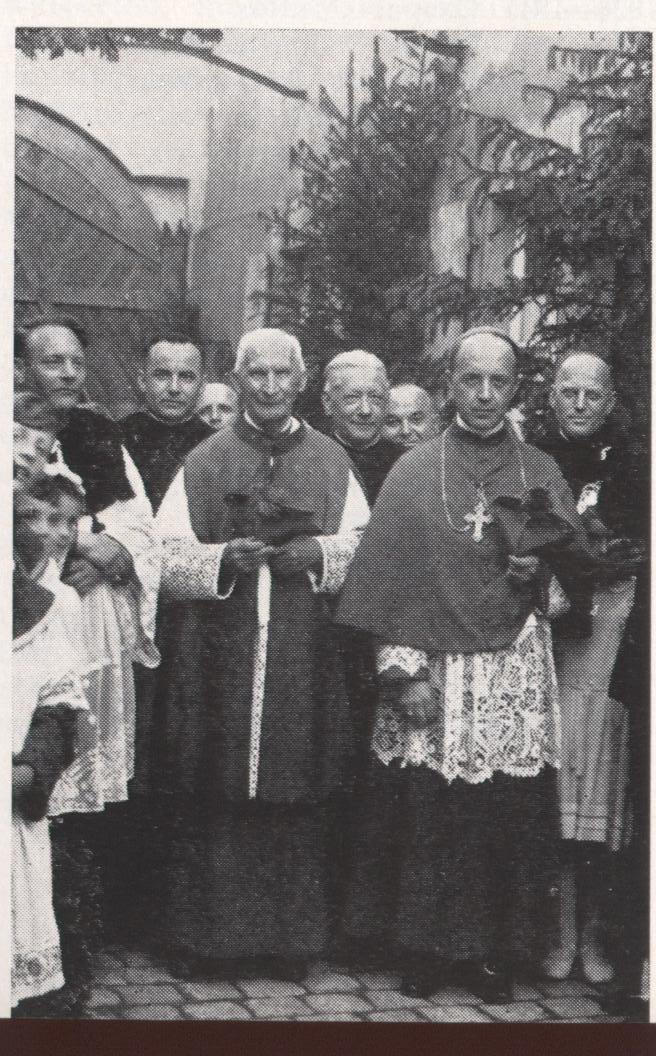
Jakob Knauber als Päpstlicher Hausprälat, (Bildmitte)

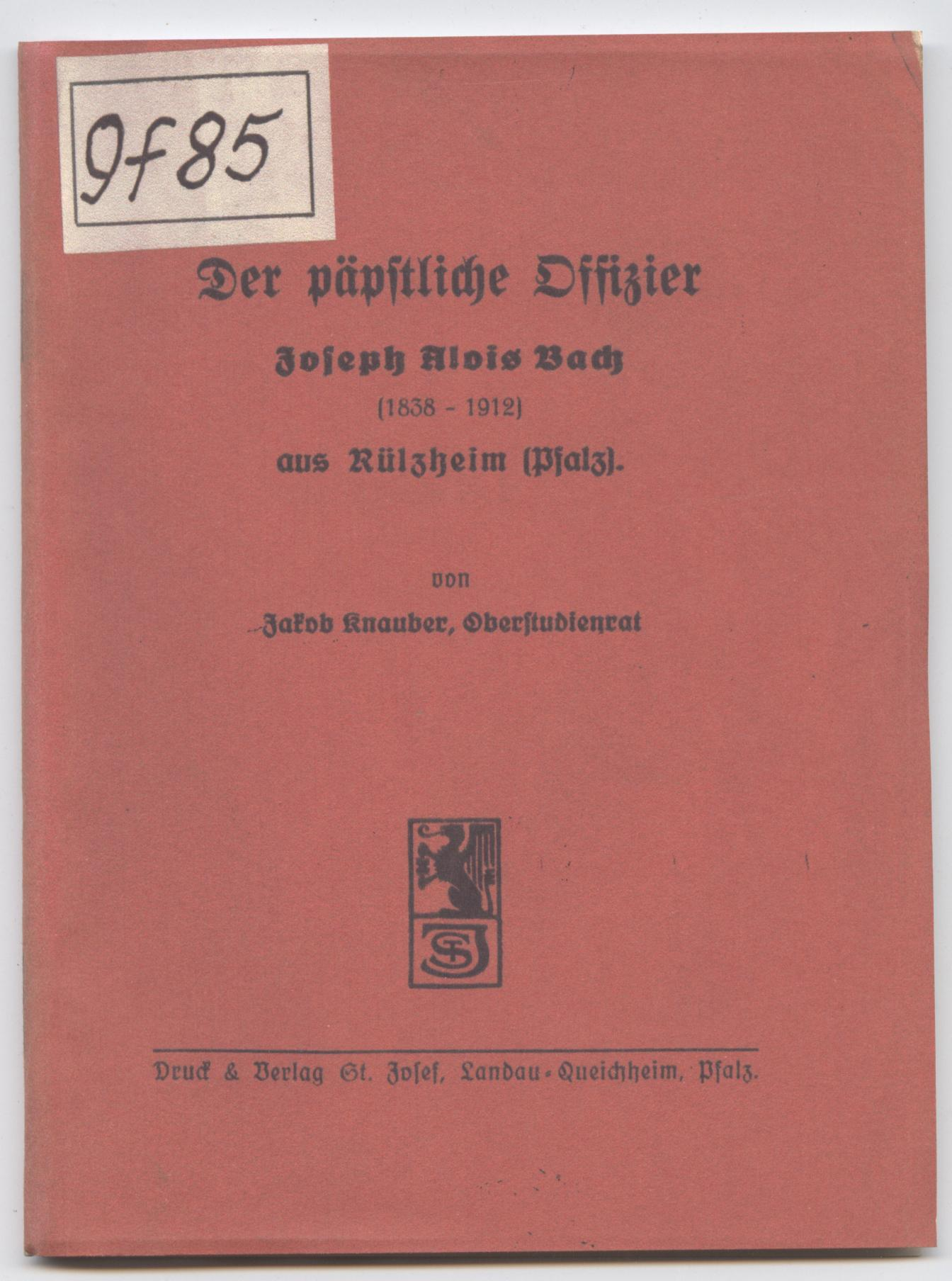
Buchcover der Biographie über den Päpstlichen Offizier Joseph Alois Bach

Jakob Knauber (* 5. Juni 1869 in Eisenberg; † 5. November 1950 in Godramstein) war Priester der Diözese Speyer, Prälat, Studienprofessor und Heimatschriftsteller.

## Leben
Jakob Knauber wurde 1869 im nordpfälzischen Eisenberg geboren. Er entstammte einer Arbeiterfamilie und diente als Einjährig-Freiwilliger im Kgl. Bayerischen Infanterie Leibregiment München, einem Eliteregiment, in das nur Soldaten mit einwandfreiem Leumund und einer stattlichen Körpergröße aufgenommen wurden. Danach studierte er Theologie und wurde am 13. August 1893 in Speyer zum Priester geweiht. Als Kaplan amtierte Knauber in Frankenthal (Pfalz), Ludwigshafen-Mundenheim, Schifferstadt und Zweibrücken, war Pfarrverweser in Ramstein und Heltersberg. Am 3. Oktober 1907 wurde er Pfarrer von Bann, am 2. August 1913 von St. Sebastian in Mundenheim. Ab 9. Juli 1921 unterrichtete Jakob Knauber als Studienprofessor an der Realschule Ludwigshafen, 1934 trat er in den Ruhestand und übersiedelte als Emeritus ins Augustinusheim Godramstein, wo er bis zu seinem Tod die lernbehinderten Kinder unterrichtete und seelsorgerisch betreute. Er erhielt den Ehrentitel „Päpstlicher Hausprälat“.
In seiner Heimatkirche Eisenberg (Pfalz) stiftete er den Hochaltar. Als Pfarrer von Bann förderte er nachdrücklich den Bau der Filialkirche in Queidersbach, in Ludwigshafen am Rhein regte er die Schaffung des gemeinschaftlichen städtischen Kirchenblattes an.

## Historisches und schriftstellerisches Wirken
Prälat Knauber war heimatgeschichtlich sehr interessiert und erforschte die Geschichte seiner Heimatpfarrei Eisenberg (Pfalz). Auch in seiner Gemeinde Ramstein war er in dieser Hinsicht eifrig tätig und wurde deshalb 1951, im Ramsteiner Heimatbrief Nr. 1, posthum, von Bernhard Paque, mit dem Artikel „Ramsteins erster Heimatforscher“ geehrt. Während seiner Tätigkeit als Lehrer verfasste Knauber zahlreiche Aufsätze und publizierte mehrere Bücher zur heimatlichen Kirchengeschichte, u. a. 1927 eine Biographie über den Pfälzer Ordensstifter Prälat Jakob Friedrich Bussereau, die sein Hauptwerk ist. Bekannt sind auch seine Monographien über den päpstlichen Zuavenoffizier Joseph Alois Bach, den 1. Direktor der Pfälzischen Eisenbahnen, Albert von Jäger, Schwester Anna Maria Dudenhöffer (1850–1908), die Mitbegründerin und erste Vorsteherin des St. Paulusstiftes Landau-Queichheim, sowie über den Lokalheiligen Philipp von Zell. Ein Lebensbild des bedeutenden Mundenheimer Pfarrers Joseph Anton Krebs wurde erst 1991 veröffentlicht. Die Tantiemen aus seinen Werken stiftete er für wohltätige Zwecke. Ein Nachruf und eine Todesanzeige Prälat Jakob Knaubers sind abgedruckt im Pilger, (Bistumszeitung der Diözese Speyer) Nr. 46 vom 12. November 1950. In der Folgeausgabe Nr. 47 vom 19. November 1950 findet sich ein Bericht über die Beisetzung am 6. November 1950 in Godramstein, die der Speyerer Bischof Joseph Wendel (später Kardinal-Erzbischof von München), im Beisein von über 100 Priestern und einer zahlreichen Trauergemeinde, persönlich vornahm.

## Werke
- „Albert von Jäger, Direktor der Pfälzischen Eisenbahnen (1814–1887)“, Verlag der katholischen Pfarrämter Ludwigshafen, 1925
- „Valentin Knoll, Oberlehrer in Ludwigshafen (1854–1921)“, Verlag der katholischen Pfarrämter Ludwigshafen, 1925
- „Prälat Jakob Friedrich Bussereau und seine Stiftung“, Verlag St. Paulusstift Herxheim bei Landau, 1927
- „Schwester Anna Maria Dudenhöffer (1850–1908), die Mitbegründerin und erste Vorsteherin des St. Paulusstiftes in Herxheim“, Verlag St. Paulusstift Herxheim bei Landau, 1928
- „Der Päpstliche Offizier Joseph Alois Bach“, St. Joseph Verlag, Landau-Queichheim, 1932
- „Albert von Jäger, der 1. Direktor der Pfälzischen Eisenbahnen“, St. Joseph Verlag, Landau-Queichheim, 1935
- „Der Einsiedler Philipp von Zell, ein Heiliger der Pfalz“, Pilger Verlag, Speyer, 1938
- „Joseph Anton Krebs, Pfarrer, Dekan und Geistl. Rat in Mundenheim (1839–1882) ein Lebensbild“, veröffentlicht als Bestandteil der Gedenkschrift Die St. Josefspflege in Ludwigshafen-Mundenheim, von Karl Theodor Bergmann, Ludwigshafen, 1991